# Женщины Апшерона
«Же́нщины Апшеро́на» — картина советского азербайджанского живописца, Героя Социалистического Труда, народного художника СССР, академика Таира Салахова (1928—2021), написанная в 1967 году. Хранится в Третьяковской галерее.

## О картине
Картина продолжает серию работ художника на тему труда нефтяников. На картине изображены женщины, ожидающие своих мужей-нефтяников. Создавая картину, художник, несомненно, думал о судьбе своей матери, ее нелегком жизненном пути с ежеминутной тревогой за детей, повседневными заботами о доме и, главное, с неугасимой верой в добро и справедливость.
Сам Таир Салахов так говорил о картине:

«Женщины Апшерона» — это беспокойство женщин, сестер и матерей, о своих рабочих братьях и сыновьях. Ожидание и тревога всегда пронизывает семьи нефтяников, ведь их труд соприкасается с огромным подвигом"

Так отзывается о картине директор Третьяковской галереи Зельфира Трегулова:

«…И мы видим картину „Женщины Апшерона“ 1967 года, которая в общем-то интуитивное предвосхищение трагедии 1968 года. Ввод Советских войск в Чехословакию в августе 68-го. Я очень хорошо помню, как услышала это по радио, еду в автобусе и как страшно стало!»